# 皮膚

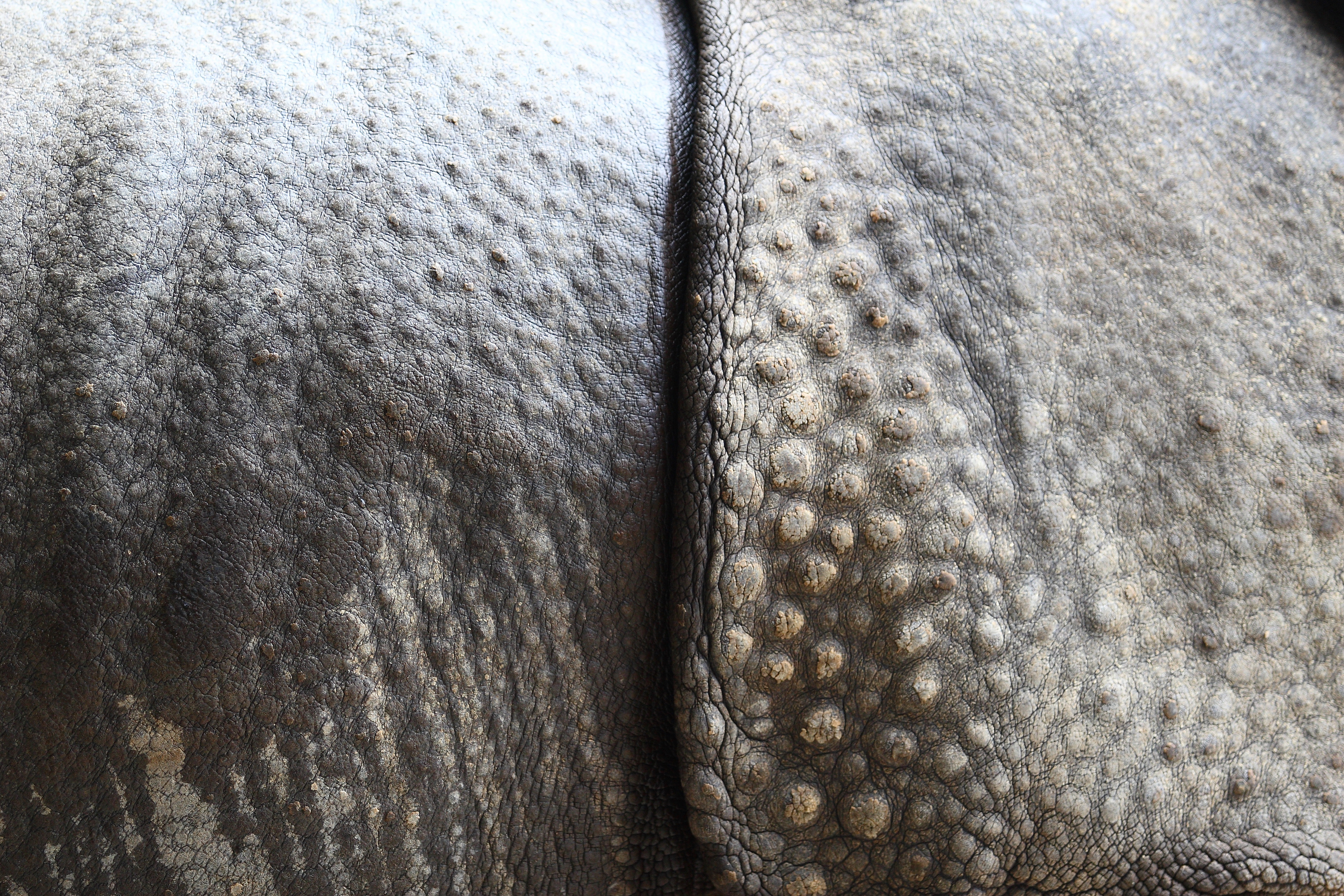
犀牛皮膚的近距離照片

皮膚，是包住脊椎動物的軟層，是器官之一。在人體是最大的器官。皮膚擋住外來侵入，亦保住水分，有保暖、阻隔、感覺之用。
皮膚的作用因物種而異，有保暖、保護色、吸引異性等作用。各物種的皮有厚有薄，厚皮叫革。皮膚是表皮系統的一部份，是動物最大的器官系統，由多層外胚層的组织構成，可保護內部的肌肉、骨骼、韌帶及其他內部器官。一些物種，例如魚類和爬蟲類，會生鱗保護。鳥類會生羽毛保護。兩棲動物的皮膚是交換氣體的器官。所有哺乳類動物的皮膚都有毛，即使看似無毛的海洋哺乳動物其實也有毛。
皮膚的重要性在於其為身體和外界環境的介面，而且是防禦外來影響的第一道防線。例如皮膚能保護身體免受病原影響及避免過量的水分流失上有重要的作用。皮膚的其他作用包括隔熱、調節溫度、感覺及產生維生素D。嚴重受傷的皮膚癒合時會形成疤痕，有時皮膚的顏色會產生變化。動物皮膚的厚度隨部位而不同，例如人類眼睛下方的皮膚和眼瞼周圍皮膚最薄，厚度約為0.5毫米，而且是最早出現像「魚尾紋」或其他皺紋老化的情形。手掌及腳掌的皮膚最厚，厚度約4毫米。
毛皮是指有濃密毛髮的皮膚。有些皮膚會有濃密的毛髮，一方面可以隔熱，另一方面也是第二性徵或作為偽裝用。有些動物的皮膚很厚又很硬，經處理後可作為皮革。爬蟲類及魚類有堅硬的鱗片保護保護的皮膚，而鳥類也有硬羽毛，都是由堅硬的β-角蛋白所組成。兩棲類動物的皮膚無法防止化學物質通過，因此化學物質很容易由皮膚滲透到體內。例如，暴露在麻醉劑中的青蛙會快速進入睡眠狀態。兩棲動物的皮膚對於其日常生存，以及可以居住在不同棲息地及生態系中的能力非常重要。

## 人類及哺乳類皮膚的構造
哺乳類皮膚分為以下兩層： 
- 表皮，防止水份滲入，以及作為阻隔致病原的屏障，避免感染。
- 真皮，供皮膚上的皮膚附屬器可以在固定的位置。

### 表皮
表皮是由皮膚最外層組織所組成，是身體表面的保護層，可以維持體內的水份，並且避免致病原進入體內。表皮是由分層的鱗狀上皮組織組成，其中包括基底層的角質形成細胞。
角質形成細胞是表皮最主要的細胞，約佔95%，其他的細胞有默克爾細胞、黑素細胞、炎症細胞及朗格汉斯细胞。表皮可以再分為以下幾層，由外至內為：
- 角質層
- 透明層（只在手掌及足底）
- 顆粒層
- 棘狀層
- 生長層（也稱為基底層）

### 基底膜
表皮和真皮之間被一層薄的纖維層分隔，此一纖維層稱為基底膜，是由表皮和真皮之間的作用而形成。
基底膜控制真皮和表皮之間细胞及分子的流動，不過基底膜也會和許多细胞因子及成長因子結合，在生理重塑或修復過程中，適量的釋放细胞因子及成長因子。

### 真皮
真皮是皮膚中位在表皮以下的組織，由结缔组织組成，可以緩衝身體受到的壓力及應變。
真皮中有用膠原纖維、微原纖維和彈性纖維組成的細胞外基質，包埋在透明質酸和蛋白聚醣中，提供皮膚的張力及弹性。皮膚蛋白多醣具有多樣性，並且其位置非常特定。例如透明質酸、多功能蛋白聚醣及核心蛋白聚醣在真皮及表皮的细胞外基质中，而雙醣鏈蛋白聚醣及凝溶膠蛋白只會出現在表皮。
真皮中有許多机械感受器（神經末梢），透過傷害感受器及熱傳受器感知碰觸及熱量。真皮中也有毛囊、汗腺、皮脂腺、頂分泌腺、淋巴管及血管。真皮中的血管為真皮及表皮中的細胞提供營養，也移除代謝後產生的廢棄物。

## 人類皮膚
人類皮膚是人體最大的器官，主要功能為保護身體、排汗及感覺。皮肤的感觉是不同的，手指最敏感，特别是触觉；一些地方十分迟钝，例如足底。
皮膚一旦受到傷害，如果傷口輕微的話，身體可以自行產生膠原蛋白和纖維蛋白去修復傷口。但假若傷口太大，就要進行植皮手術。由於大面積的皮膚傷害在火災裡很常見，因此世界各地對皮膚替代品的需求也很大。一塊直徑10厘米的人工皮的成本高達500美元，因此，先進國家大城市的醫院都設有皮膚庫，以培植和貯存適合作移植用途的皮膚。
皮膚是一個持續在重塑，並且有廣泛神經分布的三層結構：表皮、真皮、皮下組織。另外有些皮膚附屬器，包括指甲、毛髮、汗腺、與皮脂腺分布於其中。毛囊與乳腺則是哺乳類特有的兩個構造，皆由表皮衍生而來。
皮膚內有三種密集的網絡讓皮膚能與身體的其他部分連結，分別是淋巴系統、血管系統、以及表皮神經。這些網絡可以提供營養、氧氣，移除有毒物質，產生免疫反應，而且對於體液的維持相當重要。

## 功能
皮膚有以下的功能：
1. 保護：皮膚可保護身體內部的器官，免受病原或外部環境的影響。皮膚中的朗格漢斯細胞是後天免疫系統的一部份[1][2]。
2. 感知：皮膚有許多體感、温感（英语：thermoreceptor）、觸覺、壓力、振動及感知組織受傷的神經末梢（參照體感及觸-壓覺）。
3. 溫度調節：增加血液灌注（英语：perfusion）及散熱，可以用收縮血管的方式大幅減少皮膚的血流量，並保存熱能。立毛肌對動物而言非常重要。
4. 控制蒸發：皮膚是一個比較乾燥的半滲透屏障，可以減少液體的蒸發[2]。
5. 儲存及合成：皮膚可以儲存水份及脂質。
6. 吸收：透過皮膚可以擴散少量的氧氣、氮氣和二氧化碳。一些動物利用皮膚為其呼吸器官，人類皮膚表層0.25-0.40毫米的細胞幾乎是使用來由外界空氣中的氧氣，但相較於呼吸而言，其供氧量很小，可以省略[10]。
7. 抗水：皮膚無法完全防水，不過是身體和外界的一道屏障，避免營養素流失到體外。皮膚外層有表皮，表皮內則有可以滋潤皮膚的營養素和油脂，而部份的油脂即為皮膚中皮脂腺分泌的皮脂。只靠水份是無法消除皮膚的油脂，但若沒有表皮，皮膚的油脂就會受到外界水份的影響[11]。

### 力學
皮膚是一種軟組織，有軟組織共通的重要力學特性，其中最為人知的是應力應變的J曲線反應，在特定應力下有較大的應力，但是應變較小，對應於膠原纖維的微結構矯直和重新定向。有時完整的皮膚會事先被拉伸，就像潛水夫的潛水衣一様，有些皮膚則是在受壓力的狀態下。依照壓力分布的不同，皮膚上的小圓孔可能會拉伸變成橢圓，或是收縮並保持圓形。

## 皮膚的相關學說
- 遺傳學說---皮膚自然老化，指的是皮膚鬆弛下垂、正常皮紋加深。通常為全身性。
- 環境因子學說---環境中之特殊因素，如自由基對皮膚產生之老化現象，指的是皮膚粗糙、皺紋增多、皮脂腺增大

### 組織學
- 自然老化：彈性纖維輕度增加、變粗，細胞數變少，表皮變薄
- 光老化：真皮中大量粗大彈力纖維形成團塊，纖維母細胞變多、肥大細胞豐富、釋出組織胺，表皮增厚、表皮細胞型態變得不規則、大小不等、染色特徵改變